# Non smetterei più
Non smetterei più è un singolo di Renato Zero e Mario Biondi pubblicato nel 2009 in download digitale, secondo estratto dall'album Presente.

## La canzone
La canzone è stata presentata, insieme con Ancora qui, ai Wind Music Awards 2009 da Renato Zero. Inoltre, è inclusa solo nell'album Presente dell'artista romano, mentre Mario Biondi non l'ha inserita nel suo album uscito il 6 novembre 2009. La canzone, alla fine dell'estate, risulta una delle più trasmesse in assoluto.
È conosciuta anche col sottotitolo di Poeta, parola che ripete Mario Biondi fuori campo nel ritornello dopo ogni frase cantata da Renato Zero.

## Formazione
- Renato Zero, Mario Biondi: voce
- Mickey Feat: basso
- Lele Melotti: batteria
- Phil Palmer: chitarra acustica ed elettrica
- Danilo Madonia: pianoforte, tastiera e synth
- Stefano Di Battista: sassofono soprano
- Fabrizio Bosso: tromba